# 拉斯奥尔马萨斯
拉斯奥尔马萨斯，是西班牙卡斯蒂利亚-莱昂布尔戈斯省的一个市镇。总面积37平方公里，总人口137人（2001年），人口密度4人/平方公里。